# Teoria da ordem
Teoria da ordem é um ramo da matemática que estuda vários tipos de relações binárias que capturam a noção intuitiva de ordem matemática.